# Вифлеемский орден
Эта статья о военном ордене XI—XV веков; об ордене основанном Пием II в 1459 году см. Орден Святой Марии Вифлеемской
Вифлее́мский о́рден (итал. Betlemitani o Ordine militare, сокр. итал. Betlemitani), или Орден с красной звездой на синем поле (итал. Ordine crociferi con stella rossa in campo blu) — католический военный орден XI—XV веков.

## История
Вифлеемский рыцарский орден был основан в Палестине (Святая земля), во время Первого крестового похода 1096—1099 годов. В начале XIII века, часть рыцарей Вифлеемского ордена покинули Святую землю и возвратились в Европу (переселившись в Австрию, Богемию, Моравию, Польшу и Силезию). Впоследствии они были названы Крестовым орденом, духовно-рыцарским орденом, чьи рыцари-крестоносцы посвятили себя служению в больницах и госпиталях.
Вифлеемский орден, существовавший под юрисдикцией епископа, просуществовал до XV века.